# Гербы Татарстана
Список гербов муниципальных образований Республики Татарстан Российской Федерации.
На 1 января 2016 года в Татарстане насчитывалось 956 муниципальных образований — 2 городских округа, 43 муниципальных района, 39 городских поселений и 872 сельских поселений.

## Гербы городских округов
| Герб | Наименование                                           | Дата утверждения | Номер в ГГР |
| ---- | ------------------------------------------------------ | ---------------- | ----------- |
|      | Герб муниципального образования город Казань           | 24 декабря 2004  | 1702        |
|      | Герб муниципального образования город Набережные Челны | 17 марта 2005    | 1819        |

## Гербы муниципальных районов
Все 43 муниципальных района республики имеют утверждённые гербы, внесённые в Государственный геральдический регистр Российской Федерации и Геральдический регистр Татарстана.

## Гербы поселений
| Герб | Наименование                                                                                                  | Дата утверждения | Номер в ГГР |
| ---- | --- | ---------------- | ----------- |
|      | Герб муниципального образования «посёлок городского типа Васильево» Зеленодольского муниципального района     | 31 июля 2013     | не внесён   |
|      | Герб муниципального образования «посёлок городского типа Камские Поляны» Нижнекамского муниципального района  | 1 марта 2007     | 3152        |
|      | Герб муниципального образования «Посёлок городского типа Карабаш» Бугульминского муниципального района        | 15 ноября 2012   | 8030        |
|      | Герб муниципального образования «посёлок городского типа Нижняя Мактама» Альметьевского муниципального района | 27 июля 2016     | 11123       |

| Герб | Наименование                                                                    | Дата утверждения | Номер в ГГР |
| ---- | ------------------------------------------------------------------------------- | ---------------- | ----------- |
|      | Герб Клементейкинского сельского поселения Альметьевского муниципального района | 1 декабря 2015   | 10679       |
|      | Герб Свияжского сельского поселения Зеленодольского муниципального района       | 16 октября 2009  | 5737        |
|      | Герб сельского поселения Шереметьевское Нижнекамского муниципального района     | 16 июля 2007     | 3599        |

## Первые гербы
18 октября 1781 года императрицей Екатериной II были Высочайше утверждены гербы Казани (старый герб) и уездных городов Казанской губернии Арска, Лаишево, Мамадыша, Свияжска (ныне Свияжское сельское поселение), Спасска (ныне Болгар), Тетюши и Чистополя.
В начале 1780-х годов были утверждены гербы городов: Бугульмы (1782, Уфимское наместничество), Буинска (1780, Симбирская губерния), Елабуги (1781, Вятская губерния), Мензелинска (1782, Уфимское наместничество), которые в настоящее время находятся на территории Республики Татарстан.

Гербы городов 1781-1782 годов
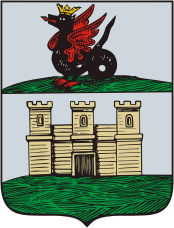
Арск
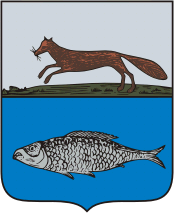
Бугульма
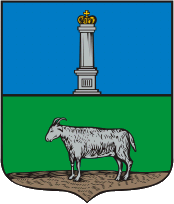
Буинск
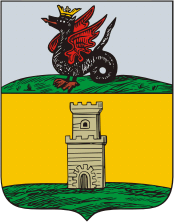
Болгар
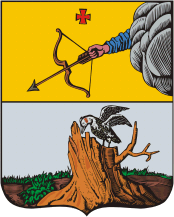
Елабуга
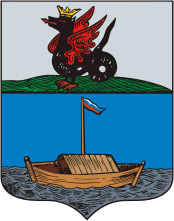
Лаишево
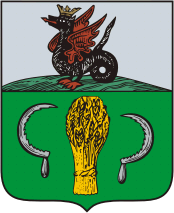
Мамадыш
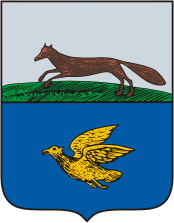
Мензелинск
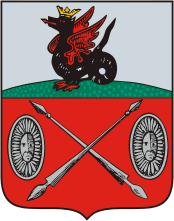
Тетюши
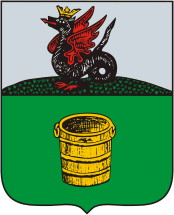
Чистополь